# Pedro Ribeiro (montador)
Pedro Ribeiro é um montador português.

## Filmografia

### Montador
- 1994 - Manual de Evasão
- 1995 - Adão e Eva
- 1996 - Vende-se Barato (curta-metragem)
- 1996 - O Judeu
- 1997 - O Prego (curta-metragem)
- 1997 - Inês de Portugal
- 1997 - Tentação
- 1997 - O Apartamento (curta-metragem)
- 1998 - No Caminho para a Escola (curta-metragem)
- 1998 - Fintar o Destino
- 1998 - A Sombra dos Abutres
- 1998 - Zona J
- 1999 - Natal 71 (documentário)
- 1999 - Golpe de Asa (curta-metragem)
- 1999 - Camaradagem (telefilme)
- 1999 - ...Quando Troveja
- 1999 - O Ralo (curta-metragem)
- 1999 - Inferno
- 2000 - Retrato em Fuga (curta-metragem)
- 2000 - O Passeio (curta-metragem)
- 2000 - Alta Fidelidade (telefilme)
- 2000 - Monsanto (telefilme)
- 2000 - O Lampião da Estrela (telefilme)
- 2000 - A Noiva (telefilme)
- 2000 - Entre Nós (curta-metragem)
- 2001 - Acordar (curta-metragem)
- 2001 - Duplo Exílio
- 2002 - A Bomba
- 2003 - O Meu Sósia e Eu (telefilme)
- 2004 - O Outro Lado do Arco-Íris (curta-metragem)
- 2004 - Portugal S.A.
- 2005 - Até Amanhã, Camaradas (minissérie de TV)
- 2005 - Los nombres de Alicia
- 2005 - Um Tiro no Escuro
- 2006 - Coisa Ruim
- 2006 - La noche de los girasoles
- 2006 - Filme da Treta
- 2006 - 20,13 Purgatório
- 2007 - The Lovebirds
- 2007 - Julgamento
- 2007 - Call Girl
- 2008 - Goodnight Irene
- 2009 - A Esperança Está Onde Menos Se Espera
- 2010 - A Bela e o Paparazzo
- 2010 - O Dez (telefilme)
- 2010 - O Segredo de Miguel Zuzarte (telefilme)
- 2010 - A Noite do Fim do Mundo (telefilme)
- 2011 - Dilemma (curta-metragem)
- 2011 - Je m'appelle Bernadette

### Produtor
- 2006 - Filme da Treta